# Governo Berlusconi IV
Il governo Berlusconi IV è stato il sessantesimo esecutivo della Repubblica Italiana, il primo della XVI legislatura. 
È rimasto in carica dall'8 maggio 2008 al 16 novembre 2011, per un totale di 1 287 giorni, ovvero 3 anni, 6 mesi e 8 giorni. È stato il secondo governo più longevo della storia della Repubblica Italiana, preceduto dal governo Berlusconi II.
Chiamato dal presidente della Repubblica Giorgio Napolitano per essere incaricato di formare il governo, Silvio Berlusconi accettò senza riserva, presentando contestualmente la lista dei ministri da nominare. In tal senso, l'unico precedente nella storia dell'Italia repubblicana risaliva al 1953, in occasione della formazione del governo Pella. Inizialmente il governo era composto da 21 ministri, 37 sottosegretari e nessun viceministro, per un totale di 58 componenti (Presidente del Consiglio incluso). Al momento delle dimissioni era composto da 22 ministri, 3 viceministri e 37 sottosegretari, per un totale di 62 componenti.
Ottenne la fiducia alla Camera dei deputati il 14 maggio 2008 con 335 voti favorevoli, 275 contrari e 1 astenuto. Ottenne la fiducia al Senato della Repubblica il 15 maggio 2008 con 173 voti favorevoli, 137 contrari e 2 astenuti. Perduta la maggioranza alla Camera dei deputati su un voto sul rendiconto generale dello Stato l'8 novembre 2011, il governo diede le dimissioni quattro giorni dopo.

## Compagine di governo

### Sostegno parlamentare
| Camera dei deputati al novembre 2011 | Camera dei deputati al novembre 2011 | Seggi                     |
| ------------------------------------ | --- | ------------------------- |
|                                      | Il Popolo della Libertà Lega Nord Popolo e Territorio MpA-Alleati per il Sud Fareitalia Autonomia Sud Repubblicani-Azionisti Altri Totale maggioranza                                                         | 212 59 25 4 3 2 312       |
|                                      | Partito Democratico Unione di Centro Futuro e Libertà per l'Italia Italia dei Valori Alleanza per l'Italia Liberali per l'Italia-PLI Liberal Democratici-MAIE Minoranze linguistiche Altri Totale opposizione | 206 38 26 21 6 5 3 10 318 |
| Totale                               | Totale | 630                       |

| Camera dei deputati al maggio 2008 | Camera dei deputati al maggio 2008                                                                     | Seggi           |
| ---------------------------------- | --- | --------------- |
|                                    | Il Popolo della Libertà Lega Nord Movimento per le Autonomie Totale maggioranza                        | 275 60 8 343    |
|                                    | Partito Democratico Unione di Centro Italia dei Valori Minoranze linguistiche Altri Totale opposizione | 217 35 29 3 287 |
| Totale                             | Totale                                                                                                 | 630             |

| Camera dei deputati | Camera dei deputati                                                                                    | Seggi           |
| ------------------- | --- | --------------- |
|                     | Il Popolo della Libertà Lega Nord Movimento per le Autonomie Totale maggioranza                        | 275 60 8 343    |
|                     | Partito Democratico Unione di Centro Italia dei Valori Minoranze linguistiche Altri Totale opposizione | 217 35 29 3 287 |
| Totale              | Totale                                                                                                 | 630             |

| Senato della Repubblica | Senato della Repubblica                                                            | Seggi           |
| ----------------------- | ---------------------------------------------------------------------------------- | --------------- |
|                         | Il Popolo della Libertà Lega Nord Movimento per le Autonomie Totale maggioranza    | 146 26 2 174    |
|                         | Partito Democratico Italia dei Valori UdC-SVP e Autonomie Altri Totale opposizione | 119 14 11 4 148 |
| Totale                  | Totale                                                                             | 322             |

Composizione del governo a inizio mandato:
- Il Popolo della Libertà (PdL): Presidente del Consiglio, 17 ministri e 30 sottosegretari
  - Forza Italia (FI): Presidente del Consiglio, 12 ministri e 17 sottosegretari
  - Alleanza Nazionale (AN): 4 ministri e 8 sottosegretari
  - Democrazia Cristiana per le Autonomie (DCA): 1 ministro
  - Popolari Liberali (PL): 1 sottosegretario
  - Indipendenti: 4 sottosegretari
- Lega Nord (LN): 4 ministri e 5 sottosegretari
- Partecipazione all'esecutivo senza rappresentanza in Consiglio dei ministri:
  - Movimento per l'Autonomia (MpA): 2 sottosegretari
  - Democrazia Cristiana (DC): 1 sottosegretario
  - Indipendenti: 1 sottosegretario

Composizione del governo a fine mandato:
- Il Popolo della Libertà (PdL): Presidente del Consiglio, 18 ministri e 24 sottosegretari
- Lega Nord (LN): 3 ministri, 1 viceministro e 4 sottosegretari
- Popolo e Territorio (PT): 1 ministro, 1 viceministro e 2 sottosegretari
  - I Popolari di Italia Domani (PID): 1 ministro
  - Azione Popolare (AP): 1 viceministro
  - Movimento di Responsabilità Nazionale (MRN): 1 sottosegretario
  - La Discussione: 1 sottosegretario
- Indipendenti: 1 ministro e 2 sottosegretari
- Partecipazione all'esecutivo senza rappresentanza in Consiglio dei ministri:
  - Repubblicani-Azionisti (R-A): 1 sottosegretario
  - Grande Sud (GS): 2 sottosegretari
  - Democrazia Cristiana (DC): 1 sottosegretario
  - La Destra: 1 sottosegretario
  - Coesione Nazionale (CN): 1 sottosegretario

Partiti fuoriusciti dall'esecutivo prima della fine del mandato:
- Futuro e Libertà per l'Italia (FLI), 1 ministro, 1 viceministro e 2 sottosegretari (fino al 15/11/2010).
- Liberal Democratici (LD): 1 sottosegretario (dal 5/5/2011 al 28/5/2011).
- Noi Sud (NS): 2 sottosegretari (fino al 07/11/2011)

Il Governo disponeva all'inizio della legislatura di una larga maggioranza parlamentare di eletti nelle sue file nei due rami del Parlamento: 343 deputati e 174 senatori, frutto di un risultato del 46,8% alla Camera (17.063.874) e del 47,3% al Senato (15.507.549).
Il Governo Berlusconi IV nel momento del giuramento aveva un'età media di 52,48 anni, tre in meno rispetto al Governo precedente; cinque ministri, due dei quali con portafoglio, erano sotto i 40 anni. La nomina a ministro di quattro donne (cresciute poi a sei) ha migliorato la posizione dell'Italia in relazione al ruolo delle donne in politica, sebbene sia rimasta peggiore rispetto a quella di gran parte degli altri Stati membri dell'Unione europea.

### Provenienza geografica
La provenienza geografica dei membri del Consiglio dei ministri si può così riassumere:
| Regione        | Presidente | Ministri | Viceministri | Sottosegretari | Totale |
| -------------- | ---------- | -------- | ------------ | -------------- | ------ |
| Lombardia      | 1          | 7        | 1            | 4              | 13     |
| Veneto         | -          | 5        | -            | 4              | 9      |
| Piemonte       | -          | 1        | -            | 7              | 8      |
| Sicilia        | -          | 4        | -            | 3              | 7      |
| Campania       | -          | 3        | -            | 4              | 7      |
| Calabria       | -          | -        | 1            | 4              | 5      |
| Lazio          | -          | 3        | -            | 1              | 4      |
| Emilia-Romagna | -          | 1        | -            | 3              | 4      |
| Toscana        | -          | 2        | -            | 1              | 3      |
| Liguria        | -          | 1        | -            | 2              | 3      |
| Umbria         | -          | 1        | 1            | -              | 2      |
| Puglia         | -          | 1        | -            | 1              | 2      |
| Abruzzo        | -          | -        | -            | 1              | 1      |
| Basilicata     | -          | -        | -            | 1              | 1      |
| Sardegna       | -          | -        | -            | 1              | 1      |

## Composizione
| Carica                                                                             | Titolare                                                        | Titolare                                           | Titolare                                         | Sottosegretari | Sottosegretari |
| Presidenza del Consiglio dei ministri                                              | Presidenza del Consiglio dei ministri                           | Presidenza del Consiglio dei ministri              | Presidenza del Consiglio dei ministri            | Sottosegretari di Stato alla Presidenza del Consiglio dei ministri | Sottosegretari di Stato alla Presidenza del Consiglio dei ministri |
| ---------------------------------------------------------------------------------- | --------------------------------------------------------------- | -------------------------------------------------- | ------------------------------------------------ | --- | --- |
| Presidente del Consiglio dei ministri                                              |                                                                 |                                                    | Silvio Berlusconi (PdL)                          | - Gianni Letta (Indipendente) - Segretario del Consiglio dei ministri con delega ai servizi segreti e alle Autorità amministrative indipendenti - Paolo Bonaiuti (PdL) - con delega all'informazione, alla comunicazione e all'editoria - Carlo Giovanardi (PdL) - con delega alla famiglia, al servizio civile e alla lotta alla droga - Gianfranco Miccichè (PdL/FdS) - con delega al Comitato interministeriale per la programmazione economica - Rocco Crimi (PdL) - con delega allo sport - Michela Vittoria Brambilla (PdL) - con delega al turismo, fino al 08/05/2009 - Guido Bertolaso (Indipendente) - con delega all'Emergenza rifiuti in Campania, alla Protezione Civile e ai Grandi Eventi, dal 21/05/2008 al 11/10/2010 - Daniela Santanchè (PdL) - con delega all'attuazione del programma di governo, dal 04/03/2010 | - Gianni Letta (Indipendente) - Segretario del Consiglio dei ministri con delega ai servizi segreti e alle Autorità amministrative indipendenti - Paolo Bonaiuti (PdL) - con delega all'informazione, alla comunicazione e all'editoria - Carlo Giovanardi (PdL) - con delega alla famiglia, al servizio civile e alla lotta alla droga - Gianfranco Miccichè (PdL/FdS) - con delega al Comitato interministeriale per la programmazione economica - Rocco Crimi (PdL) - con delega allo sport - Michela Vittoria Brambilla (PdL) - con delega al turismo, fino al 08/05/2009 - Guido Bertolaso (Indipendente) - con delega all'Emergenza rifiuti in Campania, alla Protezione Civile e ai Grandi Eventi, dal 21/05/2008 al 11/10/2010 - Daniela Santanchè (PdL) - con delega all'attuazione del programma di governo, dal 04/03/2010 |
| Ministri senza portafoglio                                                         | Ministri senza portafoglio                                      | Ministri senza portafoglio                         | Ministri senza portafoglio                       | Sottosegretari di Stato | Sottosegretari di Stato |
| Rapporti con il Parlamento                                                         |                                                                 |                                                    | Elio Vito (PdL)                                  | - Laura Ravetto (PdL) - dal 04/03/2010 | - Laura Ravetto (PdL) - dal 04/03/2010 |
| Riforme per il federalismo                                                         |                                                                 |                                                    | Umberto Bossi (LN)                               | - Aldo Brancher (PdL) - Fino al 18/06/2010 | - Aldo Brancher (PdL) - Fino al 18/06/2010 |
| Regioni e coesione territoriale (Rapporti con le Regioni fino al 09/06/2010)       |                                                                 |                                                    | Raffaele Fitto (PdL)                             | Carica non assegnata | Carica non assegnata |
| Semplificazione normativa                                                          |                                                                 |                                                    | Roberto Calderoli (LN)                           | - Francesco Belsito (LN) - dal 22/02/2010 - Maurizio Balocchi (LN) - fino al 14/02/2010 | - Francesco Belsito (LN) - dal 22/02/2010 - Maurizio Balocchi (LN) - fino al 14/02/2010 |
| Politiche europee                                                                  |                                                                 |                                                    | Andrea Ronchi (PdL/FLI) Fino al 15/11/2010       | Carica non assegnata | Carica non assegnata |
| Politiche europee                                                                  |                                                                 | Anna Maria Bernini (PdL) Dal 28/07/2011            |                                                  | Carica non assegnata | Carica non assegnata |
| Pubblica amministrazione e innovazione                                             |                                                                 |                                                    | Renato Brunetta (PdL)                            | - Andrea Augello (PdL) - dal 04/03/2010 | - Andrea Augello (PdL) - dal 04/03/2010 |
| Attuazione del programma di governo                                                |                                                                 |                                                    | Gianfranco Rotondi (PdL)                         | - Daniela Santanchè (MPI/PdL) | - Daniela Santanchè (MPI/PdL) |
| Pari opportunità                                                                   |                                                                 |                                                    | Mara Carfagna (PdL)                              | Carica non assegnata | Carica non assegnata |
| Gioventù                                                                           |                                                                 |                                                    | Giorgia Meloni (PdL)                             | Carica non assegnata | Carica non assegnata |
| Turismo                                                                            |                                                                 |                                                    | Michela Vittoria Brambilla (PdL) Dal 08/05/2009  | Carica non assegnata | Carica non assegnata |
| Sussidiarietà e decentramento                                                      |                                                                 |                                                    | Aldo Brancher (PdL) Dal 18/06/2010 al 05/07/2010 | Carica non assegnata | Carica non assegnata |
| Ministero                                                                          | Ministri                                                        | Ministri                                           | Ministri                                         | Viceministri | Sottosegretari di Stato |
| Affari esteri                                                                      |                                                                 |                                                    | Franco Frattini (PdL)                            | Carica non assegnata | - Stefania Craxi (PdL) - Alfredo Mantica (PdL) - Vincenzo Scotti (MpA/NS) - fino al 07/11/2011 |
| Interno                                                                            |                                                                 |                                                    | Roberto Maroni (LN)                              | Carica non assegnata | - Alfredo Mantovano (PdL) - Michelino Davico (LN) - Sonia Viale (LN) - dal 05/05/2011 - Guido Viceconte (PdL) - dal 14/10/2011 - Francesco Nitto Palma (PdL) - fino al 27/07/2011 |
| Difesa                                                                             |                                                                 |                                                    | Ignazio La Russa (PdL)                           | Carica non assegnata | - Guido Crosetto (PdL) - con delega al personale dell'Esercito Italiano, ai rapporti con l'America, l'Asia orientale e meridionale, la Cina, l'India e l'Oceania, alla cooperazione internazionale in tema di armamenti terrestri, navali e aeronautici e sistemi di telecomunicazione, alla riorganizzazione delle aree tecnico-operativa e tecnico-amministrativa, al bilancio, alla pianificazione economico-finanziaria, ai provvedimenti normativi di spesa, al demanio, al patrimonio militare, alle dimissioni immobiliari, agli alloggi per il personale, alla protezione sociale del personale, alle relazioni con gli organismi di rappresentanza, alle Casse delle Forze Armate, alla Croce Rossa Italiana e all'Associazione dei cavalieri del Sovrano militare ordine di Malta - Giuseppe Cossiga (PdL) |
| Giustizia                                                                          |                                                                 |                                                    | Angelino Alfano (PdL) Fino al 27/07/2011         | Carica non assegnata | - Maria Elisabetta Alberti Casellati (PdL) - Giacomo Caliendo (PdL) - con delega agli affari di giustizia, alla giustizia penale, all'organizzazione giudiziaria, al personale e ai servizi, alla formazione, alle risorse materiali dei beni e dei servizi, ai magistrati, ai sistemi informativi autorizzati, all'amministrazione penitenziaria, ai detenuti e al trattamento e all'esecuzione penale esterna |
| Giustizia                                                                          |                                                                 | Francesco Nitto Palma (PdL) Dal 27/07/2011         |                                                  | Carica non assegnata | - Maria Elisabetta Alberti Casellati (PdL) - Giacomo Caliendo (PdL) - con delega agli affari di giustizia, alla giustizia penale, all'organizzazione giudiziaria, al personale e ai servizi, alla formazione, alle risorse materiali dei beni e dei servizi, ai magistrati, ai sistemi informativi autorizzati, all'amministrazione penitenziaria, ai detenuti e al trattamento e all'esecuzione penale esterna |
| Economia e finanze                                                                 |                                                                 |                                                    | Giulio Tremonti (PdL)                            | - Giuseppe Vegas (PdL) - con delega al bilancio; dal 21/05/2009 al 15/12/2010 | - Luigi Casero (PdL) - Alberto Giorgetti (PdL) - Bruno Cesario (PT) - dal 05/05/2011 - Antonio Gentile (PdL) - dal 05/05/2011 - Daniele Molgora (LN) - fino al 20/05/2010 - Sonia Viale (LN) - dal 20/05/2010 al 05/05/2011 - Nicola Cosentino (PdL) - fino al 15/07/2010 |
| Sviluppo economico                                                                 |                                                                 |                                                    | Claudio Scajola (PdL) Fino al 05/05/2010         | - Adolfo Urso (PdL/FLI) - con delega al commercio internazionale, all'internazionalizzazione, all'impresa, alla promozione degli scambi, al bilancio preventivo e agli ausili finanziari; dal 30/06/2009 al 17/11/2010 - Paolo Romani (PdL) - con delega alle comunicazioni; dal 30/06/2009 al 04/10/2010 - Catia Polidori (PT) - con delega all'internazionalizzazione, agli scambi e al commercio internazionale, alle azioni di diplomazia commerciale, ai rapporti istituzionali-internazionali bilaterali e multilaterali, al tavolo strategico permanente sulla Trade facilitation, all'esportazione di beni a duplice uso, alle politiche agro-alimentari in sede comunitaria, all'importazione e all'esportazione e all'ampliamento dell'Unione europea, dal 05/05/2011                                                       | - Stefano Saglia (PdL) - con delega all'energia, al mercato, alla concorrenza, al consumatore, alla vigilanza e alla normativa tecnica e al Consiglio nazionale dei consumatori e degli utenti, dal 30/04/2009 - Ugo Martinat (PdL) - con delega alla proprietà industriale, ai brevetti e ai marchi, alla concorrenza e ai consumatori, alla vigilanza e alla normativa tecnica, alle piccole e medie imprese e agli enti cooperativi, ai servizi interni, alle risorse umane e alle risorse strumentali ed informative nelle comunicazioni, agli affari generali e alle risorse umane nel commercio internazionale e al Consiglio nazionale dei consumatori e degli utenti; fino al 28/03/2009 - Daniela Melchiorre (LD) - dal 05/05/2011 al 27/05/2011 |
| Sviluppo economico                                                                 | ad interim Silvio Berlusconi (PdL) Dal 05/05/2010 al 04/10/2010 |                                                    |                                                  | - Adolfo Urso (PdL/FLI) - con delega al commercio internazionale, all'internazionalizzazione, all'impresa, alla promozione degli scambi, al bilancio preventivo e agli ausili finanziari; dal 30/06/2009 al 17/11/2010 - Paolo Romani (PdL) - con delega alle comunicazioni; dal 30/06/2009 al 04/10/2010 - Catia Polidori (PT) - con delega all'internazionalizzazione, agli scambi e al commercio internazionale, alle azioni di diplomazia commerciale, ai rapporti istituzionali-internazionali bilaterali e multilaterali, al tavolo strategico permanente sulla Trade facilitation, all'esportazione di beni a duplice uso, alle politiche agro-alimentari in sede comunitaria, all'importazione e all'esportazione e all'ampliamento dell'Unione europea, dal 05/05/2011                                                       | - Stefano Saglia (PdL) - con delega all'energia, al mercato, alla concorrenza, al consumatore, alla vigilanza e alla normativa tecnica e al Consiglio nazionale dei consumatori e degli utenti, dal 30/04/2009 - Ugo Martinat (PdL) - con delega alla proprietà industriale, ai brevetti e ai marchi, alla concorrenza e ai consumatori, alla vigilanza e alla normativa tecnica, alle piccole e medie imprese e agli enti cooperativi, ai servizi interni, alle risorse umane e alle risorse strumentali ed informative nelle comunicazioni, agli affari generali e alle risorse umane nel commercio internazionale e al Consiglio nazionale dei consumatori e degli utenti; fino al 28/03/2009 - Daniela Melchiorre (LD) - dal 05/05/2011 al 27/05/2011 |
| Sviluppo economico                                                                 |                                                                 | Paolo Romani (PdL) Dal 04/10/2010                  |                                                  | - Adolfo Urso (PdL/FLI) - con delega al commercio internazionale, all'internazionalizzazione, all'impresa, alla promozione degli scambi, al bilancio preventivo e agli ausili finanziari; dal 30/06/2009 al 17/11/2010 - Paolo Romani (PdL) - con delega alle comunicazioni; dal 30/06/2009 al 04/10/2010 - Catia Polidori (PT) - con delega all'internazionalizzazione, agli scambi e al commercio internazionale, alle azioni di diplomazia commerciale, ai rapporti istituzionali-internazionali bilaterali e multilaterali, al tavolo strategico permanente sulla Trade facilitation, all'esportazione di beni a duplice uso, alle politiche agro-alimentari in sede comunitaria, all'importazione e all'esportazione e all'ampliamento dell'Unione europea, dal 05/05/2011                                                       | - Stefano Saglia (PdL) - con delega all'energia, al mercato, alla concorrenza, al consumatore, alla vigilanza e alla normativa tecnica e al Consiglio nazionale dei consumatori e degli utenti, dal 30/04/2009 - Ugo Martinat (PdL) - con delega alla proprietà industriale, ai brevetti e ai marchi, alla concorrenza e ai consumatori, alla vigilanza e alla normativa tecnica, alle piccole e medie imprese e agli enti cooperativi, ai servizi interni, alle risorse umane e alle risorse strumentali ed informative nelle comunicazioni, agli affari generali e alle risorse umane nel commercio internazionale e al Consiglio nazionale dei consumatori e degli utenti; fino al 28/03/2009 - Daniela Melchiorre (LD) - dal 05/05/2011 al 27/05/2011 |
| Politiche agricole, alimentari e forestali                                         |                                                                 |                                                    | Luca Zaia (LN) Fino al 16/04/2010                | Carica non assegnata | - Roberto Rosso (PdL) - dal 05/05/2011 - Antonio Buonfiglio (PdL/FLI) - fino al 17/11/2010 |
| Politiche agricole, alimentari e forestali                                         |                                                                 | Giancarlo Galan (PdL) Dal 16/04/2010 al 23/03/2011 |                                                  | Carica non assegnata | - Roberto Rosso (PdL) - dal 05/05/2011 - Antonio Buonfiglio (PdL/FLI) - fino al 17/11/2010 |
| Politiche agricole, alimentari e forestali                                         |                                                                 | Francesco Saverio Romano (PID) Dal 23/03/2011      |                                                  | Carica non assegnata | - Roberto Rosso (PdL) - dal 05/05/2011 - Antonio Buonfiglio (PdL/FLI) - fino al 17/11/2010 |
| Lavoro e politiche sociali (Lavoro, salute e politiche sociali fino al 12/12/2009) |                                                                 |                                                    | Maurizio Sacconi (PdL)                           | - Ferruccio Fazio (Indipendente) - con delega alla salute; con delega alla Commissione unica sui dispositivi medici, alla programmazione sanitaria, alle professioni sanitarie, alla formazione specialistica dei medici, al Servizio informativo sanitario, alla ricerca scientifica, all'Istituto superiore di sanità, all'Istituto per la sicurezza e la prevenzione sui luoghi di lavoro, ai farmaci, ai dispositivi medici, all'Agenzia italiana del farmaco, alla prevenzione, alla comunicazione, all'emergenza sanitaria, al Centro nazionale per la prevenzione ed il controllo delle malattie, alle relazioni con le amministrazioni preposte alla tutela ambientale, al Consiglio superiore di sanità, al personale, all'organizzazione, al bilancio e al personale dipendente; fino al 13/12/2009.                        | - Nello Musumeci (Destra) - dal 15/04/2011 - Luca Bellotti (PdL) - dal 05/05/2011 - Ferruccio Fazio (Indipendente) - - Francesca Martini (LN) - con delega alla sanità pubblica veterinaria, degli alimenti e della nutrizione, alla disabilità, alla riabilitazione, all'assistenza protesica, all'assistenza sanitaria e medico-legale del personale navigante, ai soggetti danneggiati da complicanze di tipo irreversibile a causa di vaccinazioni obbligatorie, trasfusioni e somministrazione di emoderivati, ai ricorsi e ai risarcimenti, ai rapporti con le associazioni sindacali e alla Croce Rossa Italiana, fino al 04/02/2010 - Eugenia Roccella (PdL) - con delega all'assistenza sociale, al contrasto alla povertà e all'esclusione sociale, alla promozione dei diritti, alla tutela delle persone anziane, alla partecipazione attiva alla vita sociale, alla protezione sociale, all'integrazione socio-sanitaria, alle persone in condizioni di non autosufficienza, ai malati acuti, cronici e terminali, all'inclusione sociale, ai diritti delle persone con disabilità, ai diritti dell'infanzia e dell'adolescenza, alla tutela abitativa a favore delle fasce sociali deboli ed emarginate, alla responsabilità sociale delle imprese, al Fondo nazionale delle politiche sociali, alla valutazione e monitoraggio delle spese e delle politiche sociali, al volontariato, all'associazionismo, alle formazioni sociali, all'integrazione degli stranieri immigrati, alla tutela dei minori stranieri, alla salute delle donne, alle politiche per la maternità, alla ricerca scientifica, alla procreazione assistita, all'embriologia, alla tutela della dignità delle persone nella fase conclusiva del ciclo vitale, alla donazione, all'approvvigionamento, al controllo, alla lavorazione, alla conservazione, allo stoccaggio, alla distribuzione di tessuti e cellule, all'utilizzazione e alla conservazione di cellule staminali emopoietiche da cordone ombelicale, all'Agenzia italiana del farmaco, all'Istituto superiore di sanità e al Consiglio superiore di sanità, fino al 04/02/2010 - Pasquale Viespoli (PdL) - fino al 08/10/2010 |
| Salute (Dal 13/12/2009)                                                            |                                                                 |                                                    | Ferruccio Fazio (Indipendente)                   | Carica non assegnata | - Francesca Martini (LN) - dal 04/02/2010 - Eugenia Roccella (PdL) - dal 04/02/2010 |
| Infrastrutture e trasporti                                                         |                                                                 |                                                    | Altero Matteoli (PdL)                            | - Roberto Castelli (LN) - con delega alle infrastrutture ferroviarie, ai trasporti pubblici locali, alla navigazione interna e ad Expo 2015; dal 21/05/2009 - Aurelio Misiti (Rep.Az.) - dal 05/05/2011; con delega alle infrastrutture dal 14/10/2011 | - Bartolomeo Giachino (Indipendente) - Mario Mantovani (PdL) - Aurelio Misiti (Rep.Az.) - dal 05/05/2011 al 14/10/2011 - Roberto Castelli (LN) - fino al 20/05/2009 - Giuseppe Maria Reina (MpA) - con delega al Ponte sullo stretto di Messina, alle infrastrutture portuali, aeroportuali e stradali, all'ammodernamento delle infrastrutture stradali e ferroviarie a servizio del Mezzogiorno, fino al 17/11/2010 |
| Ambiente e tutela del territorio e del mare                                        |                                                                 |                                                    | Stefania Prestigiacomo (PdL)                     | Carica non assegnata | - Giampiero Catone (PT) - dal 05/05/2011 - Elio Vittorio Belcastro (GS - fino al 03/11/2011 PT, fino al 20/01/2011 NS, fino al 20/01/2010 MpA) - dal 28/07/2011 - Roberto Menia (PdL/FLI) - fino al 17/11/2010 |
| Istruzione, università e ricerca                                                   |                                                                 |                                                    | Mariastella Gelmini (PdL)                        | Carica non assegnata | - Giuseppe Pizza (DC) - Giuseppe Galati (PdL) - dal 14/10/2011 - Guido Viceconte (PdL) - dal 05/05/2011 al 14/10/2011 |
| Beni e attività culturali                                                          |                                                                 |                                                    | Sandro Bondi (PdL) Fino al 23/03/2011            | Carica non assegnata | - Francesco Giro (PdL) - Riccardo Villari (CN) - dal 05/05/2011 |
| Beni e attività culturali                                                          |                                                                 | Giancarlo Galan (PdL) Dal 23/03/2011               |                                                  | Carica non assegnata | - Francesco Giro (PdL) - Riccardo Villari (CN) - dal 05/05/2011 |

## Cronologia

### 2008

#### Maggio
- 7 maggio 2008 - 25 giorni dopo le elezioni politiche, il presidente della Repubblica Giorgio Napolitano affida a Silvio Berlusconi l'incarico di formare il governo, dopo le consultazioni iniziate il giorno precedente. Berlusconi accetta presentando, contestualmente, la lista dei ministri[22].

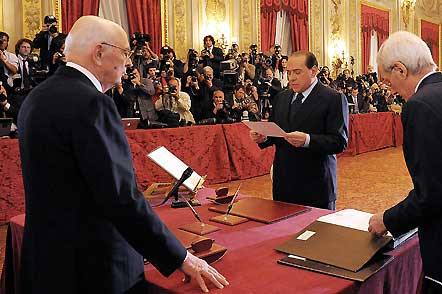
Giuramento del Presidente del Consiglio dei ministri Silvio Berlusconi

- 8 maggio 2008 - Giuramento del Governo. A seguire, passaggio di consegne a Palazzo Chigi e primo Consiglio dei ministri, con la nomina di Gianni Letta a segretario del Consiglio stesso, Antonio Tajani a Commissario Europeo (in sostituzione del neo-Ministro degli Esteri Franco Frattini) e Mauro Masi a segretario generale della Presidenza del Consiglio[23].
- 12 maggio 2008 - Nomina e giuramento dei 37 sottosegretari[24].
- 13 maggio 2008 - Discorso del presidente del Consiglio Berlusconi alla Camera dei deputati; dibattito sulla mozione di fiducia Cicchitto, Cota e Lo Monte n. 1-00003[25].
- 14 maggio 2008 - Il governo ottiene la fiducia alla Camera con 335 sì, 275 no e 1 astenuto.
- 15 maggio 2008 - Il governo ottiene la fiducia al Senato con 173 sì, 137 no e 2 astenuti[8].
- 21 maggio 2008 - Il Consiglio dei ministri riunito a Napoli[26] nomina Guido Bertolaso a sottosegretario all'emergenza rifiuti e ai grandi eventi[27]. Il Senato approva il primo decreto Alitalia sul salvataggio della compagnia di trasporti aerei.
- 27 maggio 2008 - Il governo è battuto alla Camera, che approva (con 240 sì e 238 no) un emendamento del Partito Democratico su cui il governo aveva dato parere contrario.

#### Giugno
- 11 giugno 2008 - La Camera approva (con 278 sì e 255 no) il decreto Alitalia.
- 19 giugno 2008 - Il Senato approva in via definitiva (con 154 sì, 119 no e 7 astenuti) il decreto Alitalia.
- 25 giugno 2008 - Emanazione del decreto-legge n. 112 ("decreto Brunetta").
- 26 giugno 2008 - Approvazione in Consiglio dei ministri del disegno di legge noto come Lodo Alfano. Contraria l'opposizione, che lo considera anticostituzionale.

#### Luglio
- 1º luglio 2008 - La Camera approva (con 283 sì, 251 no e 4 astenuti) il decreto contenente l'abolizione dell'ICI sulla prima casa.
- 7-9 luglio 2008 - Il Presidente del Consiglio Berlusconi partecipa al G8 in Giappone.
- 11 luglio 2008 - La Camera approva (con 309 sì, 236 no e 30 astenuti) il Lodo Alfano
- 17 luglio 2008 - Il Senato approva in via definitiva (con 150 sì, 120 no e 2 astenuti) il decreto che abolisce l'ICI sulla prima casa.
- 22 luglio 2008 - Il Senato approva (171 sì, 128 no e 6 astenuti) il Lodo Alfano, che diventa legge.
- 23 luglio 2008 - Approvato definitivamente il ddl Sicurezza 2008. Il Senato approva all'unanimità (286 sì e 0 no) il Trattato di Lisbona.
- 31 luglio 2008 - La Camera approva all'unanimità (551 sì e 0 no) il Trattato di Lisbona.

#### Agosto
- 5 agosto 2008 - La Camera converte in legge 133/2008 il D.L. 112 per il taglio del fondo di finanziamento ordinario dell'università di oltre 1,4 miliardi di euro e altre misure.[28] Il provvedimento avvia la c.d. riforma Gelmini e la c.d. Onda.[29]

#### Settembre
- 15 settembre 2008 - Lehman Brothers dichiara fallimento producendo uno shock finanziario a livello globale.
- 17 settembre 2008 - La Camera approva (con 416 sì, 30 no e 2 astenuti) il Rendiconto generale del Bilancio dello Stato. Viene inoltre approvata (con 268 sì, 247 no e 4 astenuti) la Legge di assestamento del Bilancio.

#### Ottobre
- 7 ottobre 2008 - La Camera accorda (con 321 sì, 255 no e 2 astenuti) la fiducia sul D.L. 137/2008 in materia di istruzione e università, alias decreto Gelmini,[30] che attua i tagli pluriennali di 8 miliardi di euro stabiliti dal CdM del 18 giugno e dalla legge 133.[31]
- 8 ottobre 2008 - Il Senato approva in via definitiva (con 277 sì e 1 no) il Rendiconto generale del Bilancio dello Stato. Viene inoltre approvata in via definitiva (con 154 sì, 123 no e 1 astenuto) la Legge di assestamento del Bilancio. Il Consiglio dei ministri approva il ddl sulle coppie di fatto (DiDoRe) firmato dai ministri Renato Brunetta e Gianfranco Rotondi.
- 9 ottobre 2008 - In seguito alla critica situazione economica e finanziaria a livello globale originatasi dopo il fallimento di Lehman Brothers il governo approva un decreto legge al fine di garantire la stabilità del sistema creditizio italiano e la continuità nell'erogazione del credito alle imprese ed ai consumatori in ragione della situazione di crisi dei mercati finanziari internazionali.[32]
- 24 ottobre 2008 - Approvato definitivamente il secondo ddl Alitalia recante disposizioni urgenti in ristrutturazione di grandi imprese in crisi.
- 29 ottobre 2008 - Il Senato approva in via definitiva (con 162 sì, 134 no e 3 astenuti) la legge 169/2008 ex D.L. 137.[33] I due deputati liberaldemocratici, eletti nelle liste del PdL, annunciano il passaggio all'opposizione. La stampa dipinge una vasta protesta del comparto istruzione[34] come il primo ostacolo sul percorso del governo e fonte del suo primo calo di consensi a novembre 2008.[35][36]

#### Novembre
- 4 novembre 2008 - La Camera approva (con 232 sì, 164 no e 7 astenuti) il ddl Energia, contenente anche misure per il ritorno al nucleare in Italia.
- 13 novembre 2008 - La Camera approva (con 295 sì e 241 no) la Legge Finanziaria 2009. Viene inoltre approvata (con 273 sì e 130 no) la Legge di Bilancio.
- 14-15 novembre 2008 - Il presidente Berlusconi partecipa al G20 dei paesi industrializzati a Washington.

#### Dicembre
- 3 dicembre 2008 - Approvazione definitiva del ddl Salva Banche contenente i cosiddetti Tremonti bond.
- 11 dicembre 2008 - Il Senato approva (con 149 sì e 111 no) la Legge Finanziaria 2009. Viene inoltre approvata (con 151 sì, 0 no e 2 astenuti) la Legge di Bilancio. Le opposizioni non partecipano al voto sull'ultimo provvedimento.
- 19 dicembre 2008 - La Camera approva in via definitiva (con 273 sì, 174 no e 2 astenuti) la Legge Finanziaria 2009. Viene inoltre approvata in via definitiva (con 275 sì, 179 no e 1 astenuto) la Legge di Bilancio.

### 2009

#### Gennaio
- 7 gennaio 2009 - La Camera approva (con 302 sì, 228 no e 2 astenuti) la questione di fiducia al governo sul decreto Gelmini riguardante l'Università, in scadenza il 9 gennaio.[37].
- 21 gennaio 2009 -La Camera approva (con 485 sì, 2 no e 4 astenuti) il ddl sulla proroga delle missioni internazionali. Subito dopo la Camera approva (con 413 sì, 63 no e 37 astenuti) il trattato di amicizia Italia-Libia; contrari IdV e UdC.

#### Febbraio
- 3 febbraio 2009 - Il Senato approva (con 231 sì, 22 no e 12 astenuti) il Trattato di amicizia Italia-Libia; contrari IdV e UdC.
- 6 febbraio 2009 - Nel corso del dibattito sulle condizioni di Eluana Englaro, il Consiglio dei ministri approva un decreto-legge volto ad impedire la sospensione di alimentazione ed idratazione. Il Presidente della Repubblica Giorgio Napolitano rifiuta di firmare il decreto, giudicandolo incostituzionale. In serata, il Consiglio dei ministri approva un disegno di legge che recepisce in toto il testo del decreto.
- 18 febbraio 2009 - Approvazione bipartitica definitiva della legge che sancisce la soglia di sbarramento del 4% per le elezioni europee.
- 25 febbraio 2009 - Approvazione definitiva del cosiddetto ddl Anti fannulloni (o ddl Brunetta).

#### Aprile
- 2 aprile 2009 - Il presidente Berlusconi partecipa al G20 che si tiene nel Regno Unito.
- 6 aprile 2009 - L’Aquila viene colpita da un violento terremoto. Il governo dichiara lo stato di emergenza e successivamente il 23 dello stesso mese approva il decreto legge per far fronte alla situazione.[38][39]
- 8 aprile 2009 - Il Senato vota la fiducia sul secondo ddl Anticrisi 2009 circa gli incentivi industriali, che viene così convertito in legge. Lo stesso giorno la Camera approva (con 397 sì, 6 no e 2 astenuti) il primo ddl Sicurezza 2009 contenente il reato di atti persecutori (stalking). Nonostante il parere contrario del Governo la Camera approva a scrutinio segreto (con 232 sì, 225 no e 12 astenuti) l'emendamento Franceschini (PD) e Vietti (UdC) per sopprimere l'articolo 5 che portava da 60 a 180 giorni il tempo massimo di permanenza degli immigrati nei CIE.
- 22 aprile 2009 - Il Senato approva (con 261 sì, 3 no e 1 astenuto) per il primo ddl Sicurezza 2009 presentato dal Ministro Maroni.
- 23 aprile 2009 - Entra in vigore la legge n.38/2009, con modificazioni del decreto-legge 23 febbraio 2009, n. 11, recante misure urgenti in materia di sicurezza pubblica e di contrasto alla violenza sessuale, nonché in tema di atti persecutori (stalking).
- 24 aprile 2009 - Approvato in definitiva il ddl contenente la delega al Governo in materia di federalismo fiscale. In entrambe le Camere l'IdV vota a favore, il PD si astiene e l'UdC vota contro.

#### Maggio
- 8 maggio 2009 - Sono nominati 5 viceministri, già sottosegretari, Vegas, Urso, Romani, Fazio e Castelli. Nella stessa seduta il CdM vara un disegno di legge di costituzione del ministero della Salute. Nella stessa giornata, il sottosegretario alla Presidenza del Consiglio con delega al Turismo, Michela Vittoria Brambilla, è nominata Ministro senza portafoglio con la stessa delega e giura nelle mani del Presidente della Repubblica, Napolitano.

#### Giugno
- 10 giugno 2009 - La Camera approva con voto segreto la fiducia posta dal Governo sul DDL Intercettazioni, che restringe la possibilità per i pubblici ministeri di servirsi di intercettazioni telefoniche nelle indagini. I gruppi parlamentari di opposizione si appellano al Presidente della Repubblica, contestando il sistematico ricorso del Governo al voto di fiducia[40].

#### Luglio
- 2 luglio 2009 - A seguito dell'approvazione delle tre questioni di fiducia poste dal Governo su altrettanti maxiemendamenti al secondo ddl Sicurezza 2009, questo diviene legge; gli emendamenti prevedono il reato d'immigrazione clandestina, l'istituzione di ronde e nuove misure sulla lotta alla mafia.[41]
- 8-10 luglio 2009 - Si tiene a L’Aquila il G8 sotto la presidenza italiana.
- 9 luglio 2009 - Approvazione definitiva del ddl Energia contenente anche misure per il ritorno al nucleare in Italia. Le opposizioni escono dall'aula al momento del voto.
- 23 luglio 2009 - Il Senato approva (con 155 sì,12 no e 103 astenuti) il Rendiconto generale del Bilancio dello Stato. Viene inoltre approvata (con 154 sì, 111 no e 2 astenuti) la Legge di assestamento del Bilancio.
- 30 luglio 2009 - La Camera approva in via definitiva (con 247 sì, 200 no e 3 astenuti) il Rendiconto generale del Bilancio dello Stato. Viene inoltre approvata in via definitiva (con 240 sì, 190 no e 4 astenuti) la Legge di assestamento del Bilancio.

#### Settembre
- 24-25 settembre 2009 - Il presidente Berlusconi partecipa a un secondo vertice del G20 a Pittsburgh (Stati Uniti).
- 30 settembre 2009 - La Camera approva (con 270 sì, 250 no e 2 astenuti) lo scudo fiscale, che diviene legge. Approvato anche l'emendamento Fleres (PdL), che estende lo scudo fiscale ai reati tributari e contabili, compreso il falso in bilancio, garantendo protezione contro i procedimenti amministrativi, civili e di natura tributaria successivi al 5 agosto 2009 e eliminando l'obbligo di segnalazione da parte dei professionisti ai fini delle norme antiriciclaggio. Fondamentale alla Camera l'assenza di 23 deputati del PD.

#### Ottobre
- 7 ottobre 2009 - Il Lodo Alfano viene dichiarato incostituzionale dalla Corte Costituzionale.
- 13 ottobre 2009 - Approvata alla Camera la proposta di sospensione dell'esame per l'abolizione delle province col voto favorevole della sola maggioranza; approvata anche una questione pregiudiziale presentata dall'onorevole Vietti (Udc) e appoggiata dalla maggioranza contro il ddl sull'aggravante di omofobia e razzismo. Viene presentato al Senato il ddl cosiddetto "processo breve", che fissa a 2 anni la durata massima di ciascun grado di giudizio, pena la prescrizione del reato, se questo è punibile con non più di 10 anni di carcere. Proteste da parte del CSM, che ritiene la norma incostituzionale, e dell'opposizione, che la considera legge ad personam.[42] Il disegno di legge non arriverà mai alla fine dell'iter legislativo.

#### Novembre
- 13 novembre 2009 - Il Senato approva (con 149 sì, 122 no e 3 astenuti) la Legge Finanziaria 2010. Viene inoltre approvata (con 148 sì e 112 no) la Legge di Bilancio.
- 18 novembre 2009 - Approvato definitivamente il decreto Ronchi (adempimento degli obblighi comunitari).
- 25 novembre 2009 - Il Senato respinge (con 116 sì, 165 no e 2 astenuti) una mozione di sfiducia di PD e IdV nei confronti del Sottosegretario all'Economia e alle Finanze Nicola Cosentino, indagato per associazione mafiosa. Subito dopo è respinta (con 95 sì, 165 no e 2 astenuti) una seconda mozione di sfiducia dell'IdV sempre nei confronti di Cosentino.

#### Dicembre
- 2 dicembre 2009 - Il Senato approva (con 245 sì, 1 no e 12 astenuti) il ddl sul rifinanziamento delle missioni all'estero.
- 10 dicembre 2009 - La Camera approva a scrutinio segreto (con 360 sì e 226 no) la relazione Paniz (PdL) con questo voto si negano le misure cautelari chieste dalla procura di Napoli nei confronti dell'onorevole Nicola Cosentino (Sottosegretario di Stato del Ministero dell'Economia e delle Finanze) per presunti rapporti camorristici nell'ambito del riciclaggio abusivo di rifiuti tossici.
- 17 dicembre 2009 - La Camera approva (con 307 sì, 267 no e 2 astenuti) la Legge Finanziaria 2010. Viene inoltre approvata (con 269 sì e 191 no) la Legge di Bilancio.
- 22 dicembre 2009 - Il Senato approva in via definitiva (con 158 sì, 117 no e 4 astenuti) la Legge Finanziaria 2010. Viene inoltre approvata in via definitiva (con 157 sì, 120 no e 4 astenuti) la Legge di Bilancio.

### 2010

#### Febbraio
- 10 febbraio 2010 - Il sottosegretario e Capo Dipartimento della Protezione civile Guido Bertolaso presenta le dimissioni da tutti gli incarichi, dopo che è risultato indagato per concussione negli appalti per i "Grandi eventi" quali il G8 dell'Aquila e la ricostruzione in Abruzzo post-terremoto. Il presidente Berlusconi respinge le dimissioni[43].
- 12 febbraio 2010 - La Camera approva (con 479 sì, 0 no e 8 astenuti) il ddl sul rifinanziamento delle missioni all'estero. Contrari solo i Radicali del PD.
- 18 febbraio 2010 - Il sottosegretario all'Economia Nicola Cosentino presenta le dimissioni in seguito alle indagini per collusioni con la cosca camorristica dei "Casalesi". Il presidente Berlusconi respinge le dimissioni[44].

#### Marzo
- 1º marzo 2010 - Il Consiglio dei ministri vara il ddl anticorruzione.
- 4 marzo 2010 - Sono nominati quattro nuovi sottosegretari: Daniela Santanchè, Andrea Augello, Laura Ravetto, Guido Viceconte[45][46].
- 5 marzo 2010 - In vista delle Elezioni regionali italiane del 2010, a seguito della non ammissione di alcune liste elettorali legate al centrodestra in Lazio e Lombardia, il CdM emana un decreto-legge interpretativo volto a suggerire un'interpretazione delle norme tale da garantire la riammissione da parte del TAR delle liste escluse; nonostante ciò la lista del PdL rimarrà esclusa dalla competizione elettorale nel Lazio.
- 10 marzo 2010 - Approvazione definitiva della legge sul legittimo impedimento, che elimina il potere discrezionale del giudice nel decidere la fondatezza del legittimo impedimento a comparire in un'udienza penale invocato dal Presidente del Consiglio dei ministri o da un Ministro.
- 15 marzo 2010 - Emanazione del decreto legislativo n 66 che disciplina l'organizzazione, il funzionamento e i compiti della difesa militare e delle forze armate italiane.
- 28 e 29 marzo 2010 - Elezioni regionali in 13 Regioni italiane: nonostante la vittoria del centrosinistra in 7 di esse, si ha una netta affermazione del centrodestra, che conquista 4 Regioni fino ad allora guidate dal centrosinistra, senza cederne nessuna.
- 30 marzo 2010 - Dopo la sconfitta alle elezioni regionali in Puglia, il ministro Raffaele Fitto si dimette dall'incarico. Il presidente Berlusconi respinge le dimissioni[47].
- 31 marzo 2010 - Il Presidente della Repubblica Giorgio Napolitano rimanda alle Camere il ddl Lavoro esprimendo forti perplessità sull'estensione dell'arbitrato nei rapporti di lavoro.

#### Aprile
- 16 aprile 2010 - Giancarlo Galan è nominato Ministro delle Politiche Agricole, Alimentari e Forestali e giura nelle mani del Presidente della Repubblica Napolitano, a seguito delle dimissioni di Luca Zaia, eletto Presidente della Regione Veneto.

#### Maggio
- 4 maggio 2010 - Claudio Scajola si dimette da ministro dello Sviluppo Economico a seguito dei sospetti circa la provenienza dei soldi con i quali aveva acquistato la sua abitazione a Roma[48]. Il giorno seguente il presidente Napolitano nomina il presidente Berlusconi ministro ad interim del dicastero.
- 20 maggio 2010 - Sonia Viale nominata sottosegretaria al posto di Daniele Molgora'[49].

#### Giugno
- 8 giugno 2010 - Il governo è battuto alla Camera, che approva (con 249 sì e 231 no) una pregiudiziale di costituzionalità sul decreto legge per la sospensione delle demolizioni in Campania, facendolo decadere.
- 10 giugno 2010 - Il governo è battuto alla Camera, che approva (con 247 sì e 242 no) un emendamento del Partito Democratico al ddl di riforma della governance della Sanità Pubblica, su cui aveva dato parere contrario. Subito dopo il governo è battuto una seconda volta su un altro emendamento del Partito Democratico, che viene approvato con 251 sì e 245 no. Il ddl è rinviato in Commissione.

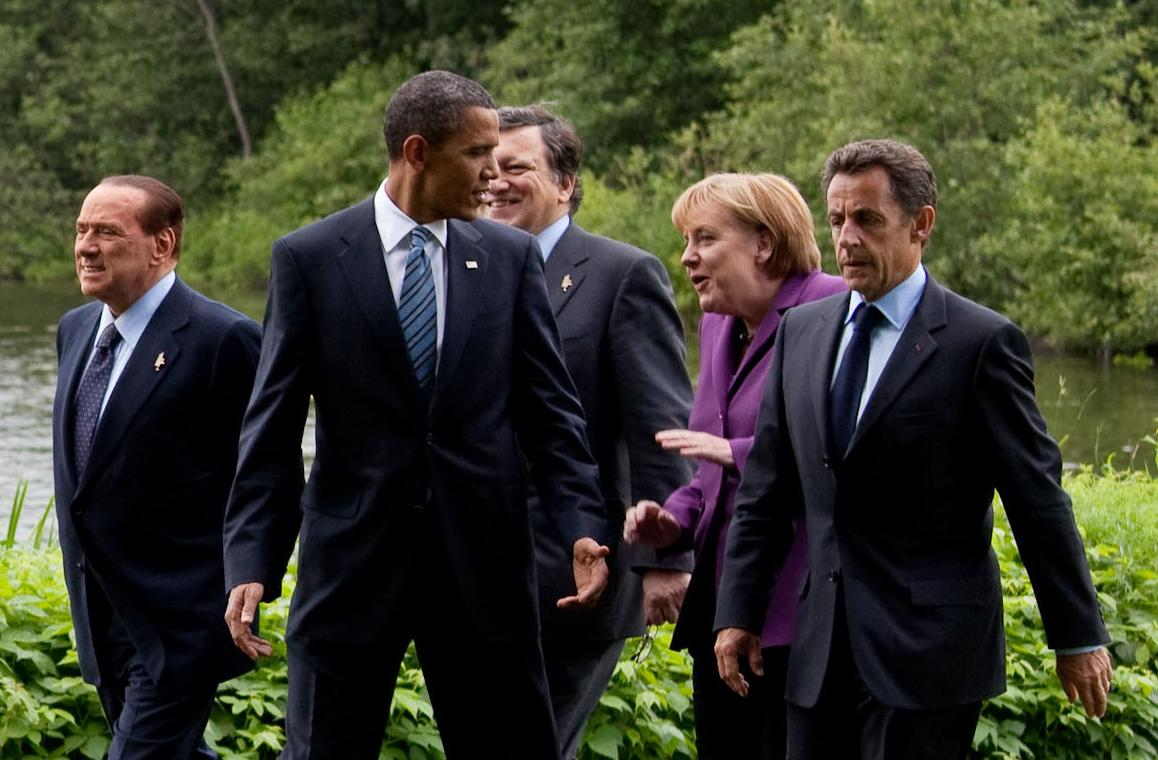
Il Presidente del Consiglio Berlusconi con gli altri leader al vertice del G8 del 2010

- 18 giugno 2010 - Aldo Brancher viene nominato Ministro per l'Attuazione del Federalismo Amministrativo e Fiscale (poi tramutato in Sussidiarietà e Decentramento) e giura nelle mani del Presidente della Repubblica, Napolitano.
- 25-26 giugno 2010 - Il Presidente Berlusconi partecipa al G8 in Canada. Dal 26 al 27 giugno si tiene anche il vertice del G20.

#### Luglio
- 5 luglio 2010 - Aldo Brancher, durante una dichiarazione spontanea al processo che lo vede coinvolto, annuncia le sue dimissioni da Ministro per la Sussidiarietà e il Decentramento[50].
- 14 luglio 2010 - Il sottosegretario all'economia Nicola Cosentino si dimette dal suo incarico. La settimana successiva il parlamento avrebbe dovuto votare una mozione di sfiducia nei suoi confronti, essendo indagato per illeciti riguardanti appalti sull'eolico.[51]
- 20 luglio 2010 - La Camera approva (con 245 sì e 219 no) il Rendiconto generale del Bilancio dello Stato. Viene inoltre approvato (con 242 sì, 219 no e 1 astenuto) la Legge di assestamento del Bilancio.
- 21 luglio 2010 - La Camera approva (con 484 sì, 25 no e 11 astenuti) il ddl sul rifinanziamento delle missioni all'estero; contraria solo l'IdV.
- 30 luglio 2010 - A seguito dello scontro politico interno al PdL fra il vertice del partito ed il Presidente della Camera Gianfranco Fini, 33 deputati e 10 senatori politicamente vicini a quest'ultimo costituiscono nuovi gruppi parlamentari denominati "Futuro e Libertà. Per l'Italia", uscendo dal PdL. I gruppi garantiscono appoggio condizionato al Governo, che perde così la maggioranza assoluta alla Camera. Aderiscono alla nuova formazione anche cinque componenti del Governo: il ministro Andrea Ronchi, il viceministro Adolfo Urso, i sottosegretari Antonio Buonfiglio, Roberto Menia e Pasquale Viespoli.

#### Agosto
- 4 agosto 2010 - La Camera respinge (con 229 sì, 299 no e 75 astenuti) una mozione del centro-sinistra che chiede la revoca delle deleghe al Sottosegretario alla Giustizia Giacomo Caliendo, coinvolto nella vicenda P3. Fondamentale per l'esito del voto è l'astensione del gruppo Futuro e Libertà per l'Italia.

#### Settembre
- 15 settembre 2010 - Il Senato approva in via definitiva (con 151 sì, 123 no e 1 astenuto) il Rendiconto generale del Bilancio dello Stato. Viene inoltre approvata in via definitiva (con 151 sì, 123 no e 1 astenuto) la Legge di assestamento del Bilancio.
- 22 settembre 2010 - La Camera approva a scrutinio segreto (con 308 sì e 285 no) la relazione della Giunta per le autorizzazioni che nega l'autorizzazione all'uso delle intercettazioni riguardanti l'On. Nicola Cosentino. Nelle dichiarazioni di voto, si esprimono a favore dell'autorizzazione all'uso i gruppi parlamentari di Futuro e Libertà, UdC, ApI, Italia dei Valori e Partito Democratico.[52].
- 29 settembre 2010 - Silvio Berlusconi si presenta alla Camera per pronunciare un discorso programmatico in cinque punti, chiedendo un voto di fiducia che dimostri la sussistenza della maggioranza. La mozione di fiducia viene approvata con 342 sì, 275 no e 3 astenuti, su una maggioranza di 310 deputati.[53][54]. Il sottosegretario Pasquale Viespoli (Futuro e Libertà) si dimette dal mandato governativo per passare alla guida del gruppo finiano al Senato.
- 30 settembre 2010 - Silvio Berlusconi si presenta anche al Senato per pronunciare un discorso programmatico in cinque punti, chiedendo un voto di fiducia. La mozione di fiducia viene approvata con 174 sì,129 no e 2 astenuti su una maggioranza di 152 senatori. A differenza della Camera, al Senato i 13 voti di FLI e MpA non risultano fondamentali per la tenuta della maggioranza.[55]

#### Ottobre
- 4 ottobre 2010 - Paolo Romani è nominato ministro dello sviluppo economico in sostituzione di Silvio Berlusconi che ne deteneva l'interim dalle dimissioni di Claudio Scajola.
- 19 ottobre 2010 - La Camera approva (con 310 sì, 250 no e 3 astenuti) il ddl lavoro, modificato più volte anche a seguito dell'intervento del Capo dello Stato e arrivato ormai alla settima lettura. Il ddl diviene legge.

#### Novembre
- 11 novembre 2010 - A seguito del raggiungimento dei limiti per la pensione da Capo dipartimento della Protezione civile nazionale (funzionario pubblico)[56], il sottosegretario Guido Bertolaso lascia anche l'incarico politico di Sottosegretario (le dimissioni erano state presentate il 5 novembre ed accettate il 10 novembre successivo[57]). Contestualmente si svolge in Corea del Sud il vertice G20 a cui partecipa il presidente Berlusconi.
- 12 novembre 2010 - Giuseppe Maria Reina (Movimento per le Autonomie), Sottosegretario al Ministero delle Infrastrutture e dei Trasporti abbandona il Governo in accordo con il suo partito, il quale "ritiene di porre fine alla partecipazione all'attuale governo"[58].
- 15 novembre 2010 - Rassegnano le dimissioni gli esponenti di Futuro e Libertà nel Governo: il ministro Andrea Ronchi (Politiche europee), il viceministro Adolfo Urso (Sviluppo Economico con delega al Commercio Estero), i sottosegretari Antonio Buonfiglio (Politiche agricole) e Roberto Menia (Ambiente)[59].
- 18 novembre 2010 - Giuseppe Vegas si dimette da viceministro del Ministero dell'Economia e delle Finanze dopo la sua nomina alla presidenza della Consob decisa dal Consiglio dei ministri.
- 19 novembre 2010 - La Camera approva (con 303 sì, 250 no e 2 astenuti) la Legge di Stabilità 2011. Viene inoltre approvata (con 282 sì, 225 no e 2 astenuti) la Legge di Bilancio.
- 20 novembre 2010 - Approvazione definitiva del cosiddetto ddl svuotacarceri presentato dal Ministro Angelino Alfano; entrambe le Camere lo approvano direttamente in Commissione Giustizia, grazie al voto favorevole dei 4/5 dei gruppi, con l'opposizione della sola Lega Nord. La popolazione carceraria si alleggerisce così di 7 000 unità.

#### Dicembre
- 7 dicembre 2010 - Il Senato approva in via definitiva (con 161 sì, 127 no e 5 astenuti) la Legge di Stabilità 2011. Viene inoltre approvata in via definitiva (con 161 sì, 124 no e 5 astenuti) la Legge di Bilancio.
- 14 dicembre 2010 - Il Senato approva (162 sì, 135 no e 11 astenuti[60]) la questione di fiducia posta dal governo. Lo stesso giorno la Camera respinge (con 311 sì, 314 no e 2 astenuti) una mozione di sfiducia presentata dalle opposizioni. A seguito dei lavori parlamentari, Berlusconi dichiara di voler allargare la maggioranza parlamentare a sostegno del Governo.[61] Alla notizia dell'ottenuta fiducia hanno fatto seguito pesanti scontri nelle strade di Roma, con un bilancio di oltre cento feriti.[62]
- 22 dicembre 2010 - La Camera respinge con 188 sì, 293 no e 64 astenuti una mozione presentata dall'Italia dei Valori che chiede la revoca delle deleghe al Ministro della Semplificazione Normativa Roberto Calderoli con l'accusa di aver mentito ad un'interrogazione parlamentare del loro gruppo su leggi che avrebbero salvato esponenti della Lega indagati.
- 23 dicembre 2010 - Il Senato approva (con 161 sì, 99 no e 6 astenuti) in via definitiva il DDL Gelmini sull'Università.

### 2011

#### Gennaio
- 13 gennaio 2011 - La Corte Costituzionale dichiara incostituzionale la legge sul legittimo impedimento nel punto in cui impone al giudice di rimandare l'udienza qualora richiesto dal CdM, privando quindi il giudice di ogni potere discrezionale.
- 20 gennaio 2011 - Si costituisce alla Camera il gruppo parlamentare Iniziativa Responsabile, che raccoglie 21 deputati provenienti dalle forze politiche minori che il 14 dicembre hanno sostenuto il governo in occasione della mozione di sfiducia (Noi Sud, I Popolari di Italia Domani, Azione Popolare, Movimento di Responsabilità Nazionale, Alleanza di Centro).[63]
- 26 gennaio 2011 - La Camera respinge con 292 sì, 314 no e 2 astensioni una mozione di sfiducia delle opposizioni contro il Ministro dei Beni e delle Attività Culturali Sandro Bondi per il crollo alla villa di Pompei.

#### Febbraio
- 2 febbraio 2011 - La Giunta per le Autorizzazioni a procedere approva (con 11 sì e 10 no) la relazione Paniz (PdL) che nega la perquisizione nell'ufficio di Giuseppe Spinelli ragioniere del deputato e Presidente del Consiglio Silvio Berlusconi. Rimanda quindi le carte alla Procura di Milano affermando che la competenza spetta al Tribunale dei ministri. Poco dopo la Giunta anche la Camera approva (con 315 sì, 298 no e nessun astenuto) tale relazione.
- 4 febbraio 2011 - La Commissione bicamerale per l'attuazione del federalismo fiscale respinge (con 15 sì e 15 no) il quarto decreto attuativo del federalismo fiscale sul fisco municipale; determinante per il respingimento il voto contrario di Mario Baldassarri, esponente di Fli da poco passata all'opposizione. La Lega aveva avanzato l'idea di negare la fiducia al Governo se il provvedimento fosse stato bocciato, perciò in serata il Governo decide di ignorare il parere della Commissione, approvando il testo tramite il varo di un decreto legge. Il Presidente della Repubblica, Giorgio Napolitano, critica duramente la scelta, rifiutando di firmare il decreto e rinviandolo alle Camere.
- 16 febbraio 2011 - La Camera approva, con i voti della maggioranza e dell'Italia dei Valori e l'astensione di FLI, il ddl presentato dalla Lega che verrà poi chiamato, in seguito a pesanti modifiche, "processo lungo": si mira inizialmente a sancire l'inapplicabilità del giudizio abbreviato ai delitti punibili con l'ergastolo. Il ddl sarà poi al centro di una polemica fra maggioranza e opposizione, causata da un emendamento del centrodestra che mira a obbligare il giudice ad accettare tutti i testimoni presentati dalla difesa.
- 26 febbraio 2011 - Al Senato si costituisce un nuovo gruppo parlamentare, denominato Coesione Nazionale, analogo al gruppo della Camera Iniziativa Responsabile. Ne fanno parte 6 senatori di maggioranza appartenenti alle forze politiche minori, più 4 senatori che hanno lasciato il PdL per consentire la costituzione del gruppo. Lo stesso giorno il Senato approva (con 159 sì, 126 no e 2 astenuti) il ddl Milleproroghe 2011 che diventa legge.

#### Marzo
- 19 marzo 2011 - Iniziano le operazioni militari in Libia da parte di Francia, Regno Unito e Stati Uniti.
- 23 marzo 2011 - Giancarlo Galan subentra come Ministro per i beni e le attività culturali in sostituzione di Sandro Bondi, dimessosi a seguito di polemiche sul pessimo stato di alcuni importanti siti archeologici. Francesco Saverio Romano, di Iniziativa Responsabile, diventa il nuovo Ministro delle Politiche Agricole, Alimentari e Forestali in sostituzione di Galan.[64]
- 30 marzo 2011 - Il sottosegretario al Ministero dell'Interno con delega all'Immigrazione Alfredo Mantovano, in disaccordo con la gestione governativa dell'emergenza profughi dal Magreb, rassegna le dimissioni,[65] poi rientrate.
- 31 marzo 2011 - In seguito al disastro nucleare di Fukushima il governo emana un decreto legge che stabilisce una moratoria sull'energia nucleare, poi convertito in legge dal Parlamento a maggio, con ulteriori modifiche. Il centrosinistra protesta, ritenendo che il ddl può far mancare il quorum ai 4 referendum previsti per giugno "disinnescando" quello sul nucleare, che, a causa dell'onda emotiva, avrebbe più probabilità di attirare votanti alle urne. Tuttavia il referendum sul nucleare si svolge ugualmente, a seguito di una modifica del quesito, che mira così a impedire anche un eventuale dietrofront del Governo.

#### Aprile
- 5 aprile 2011 - La Camera approva (con 314 sì, 298 no e 1 astenuto) il conflitto di attribuzioni riguardante Berlusconi nei confronti della Procura di Milano, raccogliendo anche i voti dei deputati Liberal Democratici, che il 14 aprile stipulano patti federativi con il PdL, rientrando di fatto nella maggioranza parlamentare.[66]
- 15 aprile 2011 - Nello Musumeci, esponente de La Destra rimasta fuori dal Parlamento dopo le elezioni politiche del 2008, viene nominato dal Consiglio dei ministri Sottosegretario di Stato al Ministero del lavoro e delle politiche sociali come rappresentante esterno.[67]
- 28 aprile 2011 - Avvengono le prime sortite aeree italiane in Libia, su pressione del Presidente della Repubblica Giorgio Napolitano[68]

#### Maggio
- 4 maggio 2011 - La Camera è chiamata ad esprimersi se autorizzare (dopo averne già concesso l'intervento) un'azione militare più incisiva (tramite l'invio di bombardieri come chiesto da altre forze internazionali) sul suolo libico. Dopo le forti tensioni nella maggioranza tra il Pdl favorevole e la Lega fortemente contraria il Governo riesce a far approvare la mozione di maggioranza che autorizza "azioni mirate contro specifici obiettivi militari in Libia" chiedendo allo stesso tempo al Governo di impegnarsi per "fissare un termine temporale certo entro cui concluderle".
- 5 maggio 2011 - Il Consiglio dei ministri nomina 9 nuovi sottosegretari: Catia Polidori (IR) diventa Sottosegretario al Ministero dello Sviluppo Economico, Giampiero Catone (IR) diventa Sottosegretario all'Ambiente, Bruno Cesario (IR) diventa Sottosegretario all'Economia e alle Finanze, Daniela Melchiorre (LD) diventa Sottosegretario allo Sviluppo Economico, Aurelio Misiti (indipendente del gruppo misto alla Camera, ex MpA) diventa Sottosegretario alle Infrastrutture, Riccardo Villari (CN) diventa Sottosegretario ai Beni Culturali, Luca Bellotti (PdL) diventa Sottosegretario al Lavoro, Roberto Rosso (Pdl) diventa Sottosegretario all'Agricoltura e infine Antonio Gentile (PdL) nuovo Sottosegretario al Ministero dell'Economia e delle Finanze con lo spostamento di Sonia Viale (LN) al Ministero dell'Interno[69].
- 15-16 maggio 2011 - Le elezioni amministrative vedono un'inaspettata affermazione del centrosinistra in quasi tutte le principali città in cui si vota. I ballottaggi di due settimane dopo confermeranno la tendenza.
- 26-27 maggio 2011 - Il presidente Berlusconi partecipa al G8 in Francia.
- 28 maggio 2011 - Il sottosegretario Daniela Melchiorre (LD) rassegna le dimissioni dall'incarico in polemica con le esternazioni del presidente del Consiglio contro i magistrati[70].

#### Giugno
- 12 e 13 giugno 2011 - Raggiunto per la prima volta dal 1995 il quorum in un referendum nazionale: vengono abrogate 4 norme riguardanti l'energia nucleare, la privatizzazione della gestione dei servizi idrici e il legittimo impedimento (quest'ultima già pesantemente mutilata a seguito di una sentenza della Corte Costituzionale).
- 15 giugno 2011 - Il Senato approva (con 145 sì, 119 no e 3 astenuti) il ddl anticorruzione.
- 29 giugno 2011 - La Camera respinge (con 262 sì, 270 no e 1 astenuto) l'articolo 1 della Legge Comunitaria 2010, affossando di conseguenza l'intero disegno di legge. Le opposizioni chiedono le dimissioni del governo. Il capogruppo del Popolo delle Libertà Fabrizio Cicchitto definisce il respingimento dell'articolo 1 "un mero incidente parlamentare", negando le dimissioni del governo. In seguito l'Esecutivo chiederà e otterrà lo stralcio del disegno di legge.

#### Luglio
- 1º luglio 2011 - Il ministro della giustizia Angelino Alfano viene nominato segretario nazionale del Popolo della Libertà; annuncia pertanto le proprie dimissioni entro le successive due settimane[71].
- 1º luglio 2011 - L'agenzia di rating Standard & Poor's declassa il debito italiano, criticando la manovra finanziaria del ministro Tremonti.[72]
- 5 luglio 2011 - La Camera respinge (con 83 sì, 225 no e 250 astenuti) mozioni presentate dall'Idv sulla soppressione delle Province. Maggioranza contro, Idv e Terzo Polo  a favore, Pd astenuto.
- 6 luglio 2011 - La Corte Costituzionale riconosce il conflitto di attribuzione tra poteri dello Stato, sollevato dalla Camera nei confronti della Procura di Milano e del GIP, in merito al Caso Ruby.
- 6 luglio 2011 - Entra in vigore la manovra correttiva da 24 miliardi di euro che promette il pareggio di bilancio nel 2014. In 5 sedute, il differenziale Btp-Bund a 10 anni sale di 112 punti base.[73]
- 16 luglio 2011 - La Lega Nord vota in dissenso con il PdL a favore dell'arresto di Alfonso Papa, nell'ambito dell'inchiesta P4.[68]
- 20 luglio 2011 - La Camera concede l'autorizzazione a procedere con misure cautelari nei confronti di Alfonso Papa, deputato del PdL indagato a Napoli. Contemporaneamente il Senato respinge l'autorizzazione alle stesse misure nei confronti del senatore Alberto Tedesco (PD). Decisivo l'atteggiamento di una parte della Lega che vota con le opposizioni a favore degli arresti.[74]
- 23 luglio 2011 - Vengono inaugurate a Monza le sedi distaccate di 4 ministeri, fortemente richieste dalla Lega Nord.[75] Il Presidente della Repubblica critica l'iniziativa.
- 28 luglio 2011 - Il sottosegretario all'Interno Nitto Francesco Palma è nominato Ministro della giustizia in sostituzione del dimissionario Angelino Alfano, che il 1º luglio era stato nominato segretario del PdL. Anna Maria Bernini è nominata Ministro alle politiche comunitarie ed Elio Vittorio Belcastro sottosegretario all'Ambiente.
- 29 luglio 2011 - Il Senato approva la fiducia al disegno di legge sul cosiddetto "processo lungo" modificato, che consente alla difesa di presentare lunghe liste di testimoni e stabilisce che non si può più considerare come prova definitiva in un processo la sentenza passata in giudicato di un altro procedimento.[76]

#### Agosto
- 2 agosto 2011 - La Camera approva a larga maggioranza il rifinanziamento delle missioni italiane all'estero.[77] Lo stesso giorno la Camera respinge (con 278 sì, 301 no e 3 astenuti) la richiesta dei magistrati che indagano sugli appalti per la ricostruzione post terremoto in Abruzzo di poter utilizzare le intercettazioni nei confronti del Coordinatore Nazionale del PdL Denis Verdini.[78].
- 5 agosto 2011 - Il governatore uscente della BCE, Jean Claude Trichet, e quello in pectore, Mario Draghi, scrivono una lettera al governo italiano indicando una serie di misure urgenti per uscire dalla crisi.[79]
- 9 agosto 2011 - Il futuro Presidente del Consiglio, Mario Monti, pubblica un editoriale sul Corriere della Sera intitolato "Il podestà straniero", in cui elogia l'intervento dei meccanismi sovranazionali e di mercato contro l'attuale governo.[80]
- 13 agosto 2011 - Entra in vigore il decreto-legge n. 138/2011 Ulteriori misure urgenti per la stabilizzazione finanziaria e per lo sviluppo, convertito con modificazioni dalla L. 14 settembre 2011, n. 148, che, tra le altre cose, introduce il contratto collettivo di prossimità (efficacia erga omnes e capacità di derogare non solo il contratto collettivo ma anche la stessa legge).[81]

#### Settembre
- 8 settembre 2011 - Il Consiglio dei ministri vara due proposte di legge costituzionale: una sull'introduzione del principio del pareggio del bilancio nella Costituzione e una sulla soppressione delle province.
- 13 settembre 2011 - Il Senato approva (con 151 sì e 129 no) il conflitto di attribuzione alla Corte Costituzionale tra la Procura della Repubblica di Milano e il Parlamento riguardanti il premier Silvio Berlusconi[82].
- 14 settembre 2011 - Il Senato approva (con 141 sì, 124 no e 1 astenuti) il Rendiconto Generale del Bilancio dello Stato. Subito dopo il Senato approva (con 139 sì, 121 no e 2 astenuti) la Legge di assestamento del Bilancio.
- 19 settembre 2011 - Il Presidente del Consiglio presenzia all'udienza del cosiddetto "processo Mills" presso il Tribunale di Milano[83] e annulla la sua partecipazione all'assemblea dell'ONU.
- 22 settembre 2011 - La Camera respinge l'autorizzazione ad eseguire misure cautelari nei confronti dell'on. Marco Mario Milanese del Pdl.[84]
- 29 settembre 2011 - La Camera respinge (con 294 sì e 315 no) la sfiducia individuale nei confronti del Ministro per le Politiche agricole Francesco Saverio Romano, rinviato a giudizio per concorso esterno in associazione mafiosa.

#### Ottobre
- 11 ottobre 2011 - La Camera respinge (con 290 sì e 290 no) l'articolo 1 del Rendiconto generale del Bilancio dello Stato, anche a causa delle numerose assenze fra i banchi della maggioranza. L'opposizione chiede le dimissioni del Governo citando il caso del Governo Goria, dimissionario dopo la bocciatura del Rendiconto.[85]
- 12 ottobre 2011 - La Giunta per il regolamento della Camera dei deputati, convocata per decidere in tal senso, delibera l'impossibilità di procedere nell'esame parlamentare del disegno di legge contenente il Rendiconto generale del bilancio dello Stato, in quanto l'articolo 1 (quello respinto) è quello che delibera l'approvazione dell'intero rendiconto. Il disegno di legge è quindi da considerarsi respinto. I capigruppo della maggioranza scrivono una lettera al Presidente della Repubblica Giorgio Napolitano, definendo il respingimento dell'articolo 1 "un mero incidente parlamentare" e negando le dimissioni del governo. I capigruppo lamentano inoltre la faziosità del Presidente della Camera Gianfranco Fini e uno squilibrio tra maggioranza e opposizione nella Giunta per il regolamento. Il capo dello Stato risponde invitando a non esagerare con i voti di fiducia, ma di presentare, in seguito ad un confronto politico, un nuovo disegno di legge contenente il rendiconto.
- 14 ottobre 2011 - La Camera approva (con 316 sì e 301 no) la questione di fiducia posta dal Governo allo scopo di verificare la tenuta della maggioranza dopo l'incidente sul rendiconto. Nel medesimo giorno Giuseppe Galati (PdL) è nominato sottosegretario al Ministero dell'Istruzione, i sottosegretari Catia Polidori e Aurelio Misiti sono promossi a viceministri dello Sviluppo Economico, con delega al Commercio Estero, e Infrastrutture e dei Trasporti, con delega alle Infrastrutture, e il sottosegretario Guido Viceconte viene trasferito dal Ministero dell'Istruzione a quello degli Affari Interni.[86]
- 18 ottobre 2011 - Il governo presenta al Senato un nuovo disegno di legge contenente il Rendiconto generale del Bilancio dello Stato.
- 20 ottobre 2011 - Il Senato approva (con 152 sì e 113 no) il Rendiconto generale del Bilancio dello Stato.
- 26 ottobre 2011 - Dopo pressanti richieste dell'Unione europea, al termine di una lunga trattativa interna alla maggioranza, il presidente del Consiglio Berlusconi invia una lettera con la promessa delle misure da adottare, tra le quali l'innalzamento dell'età pensionabile nel 2026 e una maggiore flessibilità in uscita nel mercato del lavoro[87]. La lettera è fortemente criticata dalle opposizioni e dai sindacati.

#### Novembre
- 3 e 4 novembre 2011 - Il presidente del consiglio partecipa a Cannes al summit del G20. A seguito delle pressioni, registratesi durante gli incontri, per il rafforzamento della credibilità del paese, il governo italiano accetta che una delegazione del Fondo Monetario Internazionale monitori i progressi sulle riforme economiche e gli effetti di queste sui conti pubblici.[88][89][90][91]

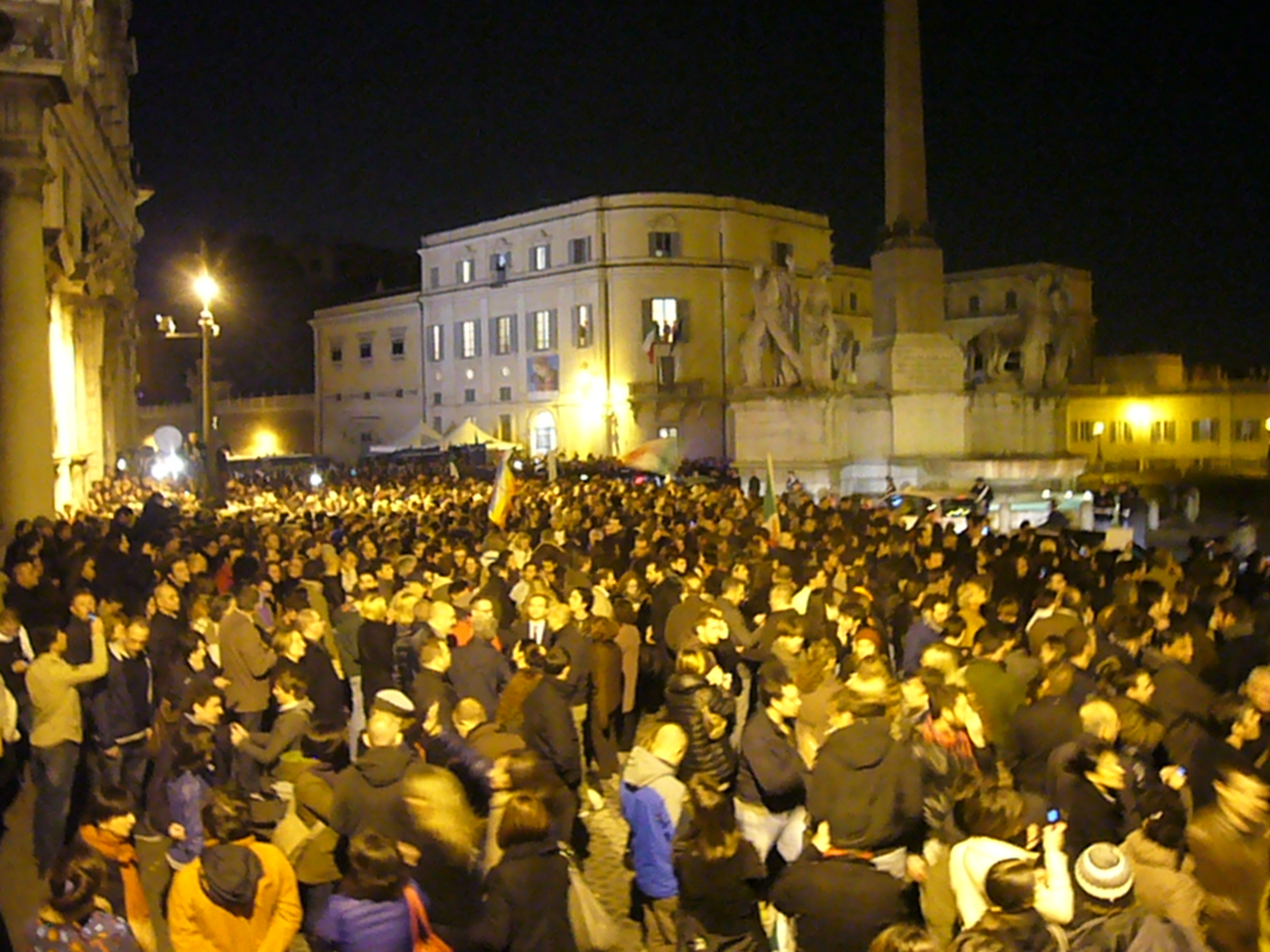
Roma, 12 novembre 2011. In piazza del Quirinale si apprende delle dimissioni del Presidente del consiglio Berlusconi

- 7 novembre 2011 - Il sottosegretario agli Affari Esteri Enzo Scotti si dimette e firma insieme a due deputati di Noi Sud una richiesta a Berlusconi di dimettersi per favorire la formazione di un governo di unità nazionale.[92]
- 8 novembre 2011 - Firma del "six pack" e in particolare della direttiva 85[93] che rende più stringente il patto di stabilità e crescita,[94] approvata in via definitiva nel Coreper del 7-14 novembre 2011.[95] Il governo italiano acconsente all'approvazione anche all'interno del Consiglio europeo, conformemente alle precedenti riunioni di settembre 2011 e 23 e 26 ottobre.[96][97]
  - In precedenza, in seguito a proposte di Tremonti e altri,[98] l'Ecofin informale di Nizza di settembre 2008 aveva istituito un gruppo di lavoro sulla pro-ciclicità (cioè l'incremento dell'austerità durante una crisi),[99] le cui conclusioni erano state accettate dall'Ecofin del 7 luglio 2009[100] e conseguentemente sviluppate dalla Commissione europea in varie proposte legislative. Il 23 novembre seguirono le valutazioni della Commissione sulla fattibilità degli eurobond, che aprivano la strada a una successiva consultazione pubblica e quindi a una proposta legislativa[101] e citavano vari riferimenti fra cui un articolo congiunto Juncker-Tremonti sul Financial Times.[102]
- 8 novembre 2011 - Nuova votazione alla Camera sul Rendiconto Generale del Bilancio dello Stato; l'opposizione non partecipa al voto allo scopo di garantire l'approvazione del provvedimento (che ha valore meramente formale), dimostrando nel contempo che il Governo non dispone dei 316 voti che gli garantirebbero la maggioranza. La Camera approva infatti il documento in via definitiva con 308 sì, 0 no e 1 astenuto. In seguito all'esito del voto, Silvio Berlusconi sale al Quirinale e, dopo un colloquio col Presidente della Repubblica, annuncia che si dimetterà in seguito all'approvazione della Legge di Stabilità 2012.
- 9 novembre 2011 - La Camera approva in via definitiva (con 294 sì e 1 no) la Legge di assestamento del Bilancio. Le opposizioni non partecipano al voto.
- 11 novembre 2011 - Il Senato approva (con 156 sì, 12 no e 1 astenuto) la Legge di stabilità 2012. Viene inoltre approvata (con 153 sì, 11 no e 3 astenuti) la Legge di Bilancio. Le opposizioni non partecipano al voto, ad eccezione dell'Italia dei Valori, che vota contro.
- 12 novembre 2011 - La Camera approva in via definitiva (con 380 sì, 26 no e 2 astenuti) la Legge di stabilità 2012[103]. Subito dopo è approvata in via definitiva (con 379 sì, 26 no e 2 astenuti) la Legge di Bilancio. Favorevoli la maggioranza e il Terzo polo, contraria l'Italia dei Valori, mentre il Partito Democratico non partecipa al voto. Subito dopo l'approvazione, il Presidente del Consiglio sale al Quirinale e rassegna le dimissioni[104].
- 16 novembre 2011 - Dopo la formazione, la presentazione e il giuramento nelle mani del Presidente della Repubblica del nuovo esecutivo guidato da Mario Monti, termina ufficialmente il Governo Berlusconi IV con il tradizionale passaggio di consegne a Palazzo Chigi.